# Доконтактная профилактика ВИЧ

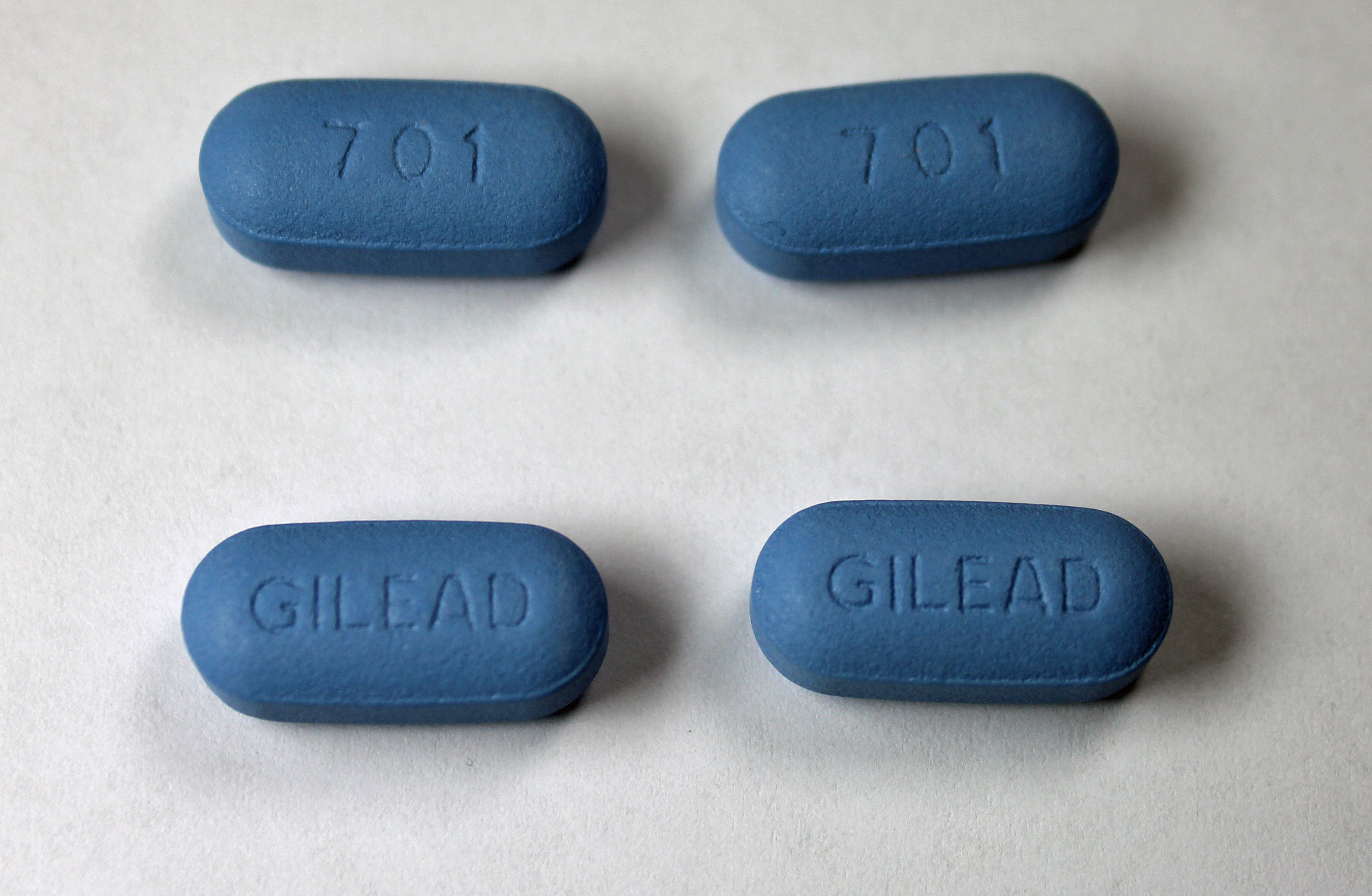
Таблетки Truvada

Тенофовир/эмтрицитабин — препарат, более известный под торговой маркой Truvada

Доконта́ктная профила́ктика ВИЧ (ДКП), или Предэкспозицио́нная профила́ктика ВИЧ (ПрЭП), или ПрЕП, (англ. Pre-exposure prophylaxis, PrEP) — профилактический приём препаратов антиретровирусной терапии людьми, не имеющими ВИЧ, с целью снижения риска возможного заражения этим вирусом.

## Распространение в мире
После окончания патентной защиты ДКП получила широкое распространение в мире среди представителей групп риска — ВИЧ-отрицательных партнёров ВИЧ-положительных людей (так называемые серодискордантные пары), мужчин, практикующих секс с мужчинами (МСМ) и работников секс-индустрии, особенно в тех случаях, когда презервативы не используются систематически. Отмечается, что ДКП может стать единственным средством защиты от ВИЧ для мужчин, которые не могут использовать презервативы, например, из-за проблем с эрекцией.
С 22 августа 2016 года препарат Truvada был официально допущен Европейским агентством лекарственных средств для использования в Европейском союзе в целях профилактики ВИЧ для пациентов группы риска, в частности — мужчин, практикующих секс с мужчинами и ВИЧ-отрицательных партнёров ВИЧ-положительных людей. Этот медикамент раннее с 2005 года уже официально был разрешён в ЕС для терапии ВИЧ.
В США использование Truvada в профилактических целях разрешено с лета 2012 года. Американский Центр по контролю и профилактике заболеваний рекомендует использование ДКП для гомосексуальных и бисексуальных мужчин, не имеющих постоянного партнёра и практикующих секс без презерватива; для партнёров ВИЧ-положительных людей; для людей, имеющих незащищённые сексуальные контакты с лицами, потребляющими инъекционные наркотики; а также для самих лиц, потребляющих инъекционные наркотики. Согласно New York Times, около 500 тысяч американцев попадают под одну из указанных категорий. Стоимость применения препарата Truvada составляет около 13 тысяч долларов (около 9500 евро) в год. Около 60 % пациентов, использующих препараты ПрЭП в США, составляют мужчины и около 40 % — женщины.
В ЮАР с 2016 года ДКП предоставляется работникам секс-индустрии. Кроме того, ДКП используется в Австралии, Канаде, Кении и Перу. В других странах препараты для профилактики ВИЧ могут также распространяться нелегально.
С 2020 года в ЕС ДКП рутинно назначается ВИЧ-отрицательным мужчинам, практикующим секс с мужчинами, при перенесённом сифилисе для последующей профилактики ВИЧ-инфекции.

## Клинические исследования
Проведённые клинические исследования показали, что ежедневное использование ВИЧ-негативными людьми ДКП снижает риск заражения ВИЧ, является безопасным для пациентов и эффективно в целях профилактики распространения ВИЧ. Как показало, например, исследование iPrEX, число заражений ВИЧ среди МСМ после приёма пДКП может уменьшиться, как минимум на 40 % — вплоть до 73 % среди пациентов, принимающих эти препараты регулярно. Проведённое в Кении и Уганде исследование Partners PrEP показало, что эффективность ДКП среди серодискордантных пар также составляет 75 %.
Всемирная организация здравоохранения, признавая потенциальное значение ДКП, указывает на важность строгого соблюдения схемы регулярного применения препаратов и сочетания ДКП с постоянным использованием презервативов и частым тестированием на ВИЧ. В случае положительного ВИЧ-теста необходимо немедленное прекращение приёма препаратов. В то же время, имеющиеся клинические исследования изучали, в первую очередь, влияние препарата на мужчин. Эффективность и последствия профилактического приёма препаратов антиретровирусной терапии женщинами ещё слабо изучены.
| Исследование            | Препараты                                                                 | Исследуемая группа                 | Результаты                                                                                |
| ----------------------- | ------------------------------------------------------------------------- | ---------------------------------- | ----------------------------------------------------------------------------------------- |
| CAPRISA 004             | тенофовир (гель)                                                          | женщины из ЮАР                     | сокращение инфекций на 39 %                                                               |
| iPrEx                   | тенофовир/эмтрицитабин (таблетки)                                         | МСМ                                | сокращение инфекций на 42 %                                                               |
| Partners PrEP           | тенофовир/эмтрицитабин (таблетки); тенофовир (таблетки)                   | гетеросексуальные пары из Африки   | сокращение инфекций на 73 % и на 62 % соответственно                                      |
| TDF2                    | тенофовир/эмтрицитабин (таблетки)                                         | гетеросексуальные пары в Ботсване  | сокращение инфекций на 63 %                                                               |
| FEM-PrEP                | тенофовир/эмтрицитабин (таблетки)                                         | женщины из Африки                  | исследование было прервано в связи с недобросовестным сотрудничеством исследуемой группы  |
| VOICE 003               | тенофовир/эмтрицитабин (таблетки); тенофовир (таблетки); тенофовир (гель) | женщины из ЮАР, Зимбабве и Уганды  | нет достоверных результатов в связи с недобросовестным сотрудничеством исследуемой группы |
| Bangkok Tenofovir Study | тенофовир (таблетки)                                                      | наркозависимые мужчины из Таиланда | сокращение инфекций на 48,9 %                                                             |
| iPrEX OLE               | тенофовир/эмтрицитабин (таблетки)                                         | МСМ, MtF                           | сокращение инфекций на 84 %                                                               |
| PROUD                   | тенофовир/эмтрицитабин (таблетки)                                         | МСМ из Великобритании              | сокращение инфекций на 86 %                                                               |
| IPERGAY                 | тенофовир/эмтрицитабин (таблетки)                                         | МСМ из Франции и Канады            | сокращение инфекций на 86 %                                                               |

## Критика

### Эффективность и побочные эффекты
В некоторых исследованиях отмечалось субклиническое снижение функции почек и минеральной плотности костной ткани среди тех, кто принимал ДКП:
Повышение уровня креатинина 2-4 степени: 0,2 %.
Потеря минеральной плотности: 0,4 % — 1,5 % общая по бедру, шейке бедра, вертелу бедренной кости, позвоночнику.
В случае отмены ДКП происходит возврат к исходным (базовым) показателям.
Резистентность маловероятна при условии адекватного тестирования на ВИЧ.
Побочные эффекты крайне редки и легко контролируемы, среди них:
«Старт-ап» синдром: при начале ДКП. До 10 % с испытывали тошноту, головокружение — симптомы прекращаются в течение первых двух недель приема ДКП.
Использование ДКП для профилактики ВИЧ не даёт полной защиты от заражения. В частности, некоторые вариации ВИЧ могут быть резистентными против препаратов, используемых в ДКП. ДКП никак не защищает от других инфекций, передаваемых половым путем.
Клинические исследования также показали, что большому количеству пациентов, использующих ДКП, не удаётся следовать строгим предписаниям приёма лекарств, что понижает эффективность ДКП. Кроме того, прием ДКП может способствовать более рискованному сексуальному поведению человека (например, полный отказ от презервативов), что в итоге может привести к увеличению риска заражения ВИЧ.

### Относительно высокая стоимость препарата
После окончания патентной защиты препарата «Трувада» в 2020 году стоимость упаковки комбинации тенофовир/эмтрицитабин объёмом 30 таблеток в большинстве стран упала до 14-90 долларов США.
Это означает достаточно высокие расходы пациентов на профилактику по сравнению с распространяемыми бесплатно для лечения ВИЧ-инфекции препаратами.
Существует множество дженерических препаратов. В России полный аналог «Трувады», «Доквир», в аптеках стоит в среднем 2000 рублей.